# Neuhausen am Rheinfall
Neuhausen am Rheinfall és un municipi suís que pertany al cantó de Schaffhausen.

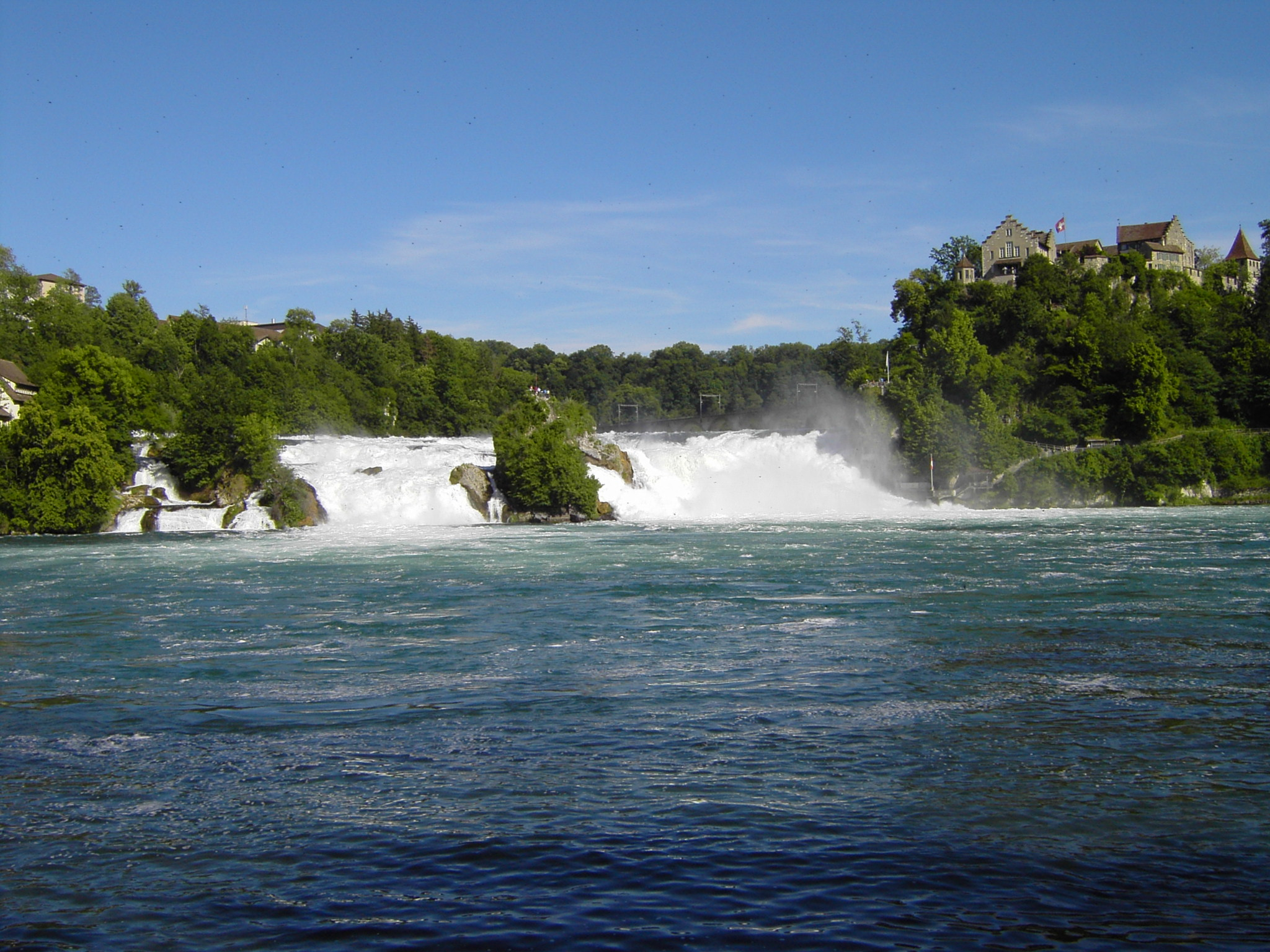
Les 'Rheinfall'

Està situat a la vora del Rin i limita amb el land alemany de Baden-Württemberg.
Neuhausen am Rheinfall és cèlebre per les cascades del Rin (les Rheinfall).